# Wien Neêrlands bloed
Wien Neêrlands Bloed – dawny hymn państwowy Holandii, używany w latach 1815–1932. Został przyjęty w wyniku konkursu, którego inicjatorem był Admirał Jan Hendrik van Kinsbergen. Słowa napisał poeta Hendrik Tollens, melodię ułożył pochodzący z Niemiec kompozytor Johann Wilhelm Wilms. W okresie panowania królowej Wilhelminy zmieniono tekst, dawniej odnoszący się do króla, na tekst odnoszący się do królowej oraz użyto bardziej współczesnego języka. W 1932 roku hymn został zastąpiony utworem „Het Wilhelmus”.
Słowa z lat 1815–1898
Wien Neêrlands bloed in d’aders vloeit

Van vreemde smetten vrij

Wiens hart voor land en koning gloeit

Verheff’ de zang als wij:

Hij zet met ons, vereend van zin

Met onbeklemde borst

Het godgevallig feestlied in

Voor vaderland en vorst

Voor vaderland en vorst

De Godheid, op haar hemeltroon

Bezongen en vereerd

Houdt gunstig ook naar onze toon

Het heilig oor gekeerd:

Zij geeft het eerst, na ‘t zalig koor

Dat hoger snaren spant

Het rond en hartig lied gehoor

Voor vorst en vaderland

Voor vorst en vaderland

Dring’ luid, vanuit ons feestgedruis

Die beê den hemel in:

Bewaar de vorst, bewaar zijn huis

En ons, zijn huisgezin

Doe nog ons laatst, ons jongst gezang

Die eigen wens gestand:

Bewaar, o God den koning lang

En ‘t lieve vaderland

En ‘t lieve vaderland
Słowa z lat 1898–1932
Wien Neêrlands bloed in de aadren vloeit

Wien ‘t hart klopt fier en vrij

Wie voor zijn volk van liefde gloeit

Verheff’ de zang als wij:

Hij roem’ met allen, welgezind

Den onverbreekb’ren band

Die Neerland en Oranje bindt

Vorstin en vaderland

Vorstin en vaderland

Bescherm, o God, bewaakt den grond

Waarop onze adem gaat

De plek waar onze wieg op stond

Wellicht ons sterfuur slaat

Wij smeken van Uw vaderhand

Met blijden kinderzin

Behoud voor ‘t lieve vaderland

Voor land en koningin

Voor land en koningin

Dring’ luid, vanuit ons feestgedruis

De beê den hemel in:

Blijf met ons oud Oranjehuis

Het volk steeds één gezin

Vorstin en prins prijze ons gezang

En ‘t klinke aan allen kant:

Bewaar het vorstelijk stamhuis lang

En ‘t lieve vaderland

En ‘t lieve vaderland